# Inishcorker
Inishcorker är en ö i republiken Irland.   Den ligger i grevskapet An Clár och provinsen Munster, i den centrala delen av landet, 200 km väster om huvudstaden Dublin.